# Rodea
En la mitología griega, Rodea (en griego antiguo Ρόδεια) era una de las oceánides, hijas de Océano y Tetis, y una de las compañeras de juegos de Perséfone.
Pudiera ser una variante gráfica de Rodo (Ῥόδος), la ninfa epónima de Rodas, ya que en otra fuente a Rodo se la imagina como una de las oceánides.